# Lúcio Bala
Lúcio Pereira da Silva, mais conhecido como Lúcio ou Lúcio Bala (Alvorada, 14 de janeiro de 1975), é um ex-futebolista brasileiro que atuava como meio-campista.
O atacante jogou em grandes clubes, como Goiás, Flamengo, Santos, Sport, Fortaleza, Atlético-MG e Ceará.
Ganhou o apelido de Romário, com quem jogou no Flamengo entre 1997 e 1998.

## Carreira
Lúcio jogava no futebol amador de sua cidade natal, quando foi descoberto por um olheiro do Goiás. Estreou na Série B de 1994, onde o clube conseguiu o acesso.
Lúcio apareceu no futebol brasileiro durante o Campeonato Brasileiro de 96, quando foi uma peça fundamental para a brilhante campanha do Goiás, que acabou terminando a competição em 4º lugar.
O Flamengo logo apostou no potencial do jogador e trouxe Lúcio para o clube em 1997. Foi no clube que ele marcou seu gol mais bonito da carreira, segundo eleição do site GE, na vitória do Flamengo por 1x0 contra o Olimpia, em duelo válido pela Supercopa dos Campeões da Libertadores.
Contudo, o rendimento de Lúcio no Flamengo não correspondeu ao do grande atacante do Brasileirão de 96. A passagem de Lúcio pelo Flamengo o tornou protagonista de um episódio da série de documentários Futebol. O jogador não se transformou no artilheiro que a diretoria esperava e passou a ser constantemente vaiado pela torcida. O resultado foi o empréstimo do jogador para o Santos.
No início de 2000, Lúcio voltou a atuar pelo Flamengo, entretanto, seis meses mais tarde, o jogador era definitivamente dispensado para a Portuguesa.
Nos anos que se seguiram, Lúcio continuou não conseguindo se firmar em nenhum clube, sendo decisivo no rebaixamento do Botafogo em 2002 e chegando inclusive a atuar por equipes da Coreia do Sul e do Kuwait. Parecia ser o fim de uma carreira, que um dia já havia sido promissora.
Então, atuando pelo Fortaleza, o jogador voltou a ter boas atuações no Campeonato Brasileiro de 2006 e, apesar do rebaixamento de seu clube, foi muito elogiado pela imprensa.
Na temporada seguinte, já com 32 anos de idade, acertou sua transferência para o Atlético-MG.
No segundo semestre de 2010, o jogador fecha contrato com o Paysandu, para a disputa da série C.
No começo de 2011, Lúcio Bala fechou com a Caldense, não obtendo muito sucesso foi demitido e esteve no Gurupi para a disputa do Campeonato Tocantinense de 2011.
Em 2012, esteve no Catanduvense e no Santa Helena. Retornou para a reta final do Tocantinense e foi Campeão pelo Gurupi mais uma vez.
Em 2013, assinou contrato com mais um Flamengo em sua vida. Só que desta vez, da Raposa Rubro Negra do Piauí, para a disputa do Campeonato Piauiense e da Copa do Brasil, onde esteve frente a frente com o Santos, clube por onde passou no final da década de 1990. Após o final do campeonato piauiense se transferiu para o Gurupi para disputar a fase final do Tocantinense 2013 e série D 2013, conquistando o vice-campeonato estadual.
Aposentou em dezembro de 2014, aos 39 anos. Seu último foi vestindo as cores do time da terra onde nasceu, o Alvorada, que perdeu por 2x0 para o Guaraí, no Estádio Delfinão.
Em 2020, foi eleito pelo site GE como o veterano com melhor atuação no futebol do Tocantins.

### Polêmicas
Em 2013, após o jogo contra o Santos pela 1ª fase da Copa do Brasil, em entrevista á ESPN Brasil, Lúcio Bala deu uma declaração polêmica, afirmando que o atacante Neymar chamou os jogadores do Flamengo-PI de "Paraíbas", o que causou repúdio por parte de algumas cidades locais ao jogador santista. Em comunicado divulgado no seu site oficial, Neymar negou as acusações.

## Títulos
Goiás
- Campeonato Goiano: 1996

Flamengo
- Copa dos Clubes Brasileiros Campeões Mundiais: 1997
- Copa Rede Bandeirantes: 1997
- Torneio Cidade de Brasília: 1997
- Taça Cidade de Juiz de Fora: 1997
- Campeonato Carioca: 2000
- Taça Rio: 2000
- Troféu São Sebastião do Rio de Janeiro: 2000

Santos
- Copa Conmebol: 1998

Fortaleza
- Campeonato Cearense: 2005

Atlético-MG
- Campeonato Mineiro: 2007

Paysandu
- Campeonato Paraense: 2010

Gurupi
- Campeonato Tocantinense: 2011
- Campeonato Tocantinense: 2012

Flamengo-PI
- Copa Piauí: 2013